# لئون لوفور
لئون لوفور (فرانسوی: Léon Lefèvre‎؛ زادهٔ ۲۸ نوامبر ۱۹۰۴ - درگذشته نامشخص) بازیکن فوتبال اهل لوکزامبورگ بود.
وی همچنین در تیم ملی فوتبال لوکزامبورگ بازی کرده‌است.